# Мунтянский диалект
Мунтянский (иначе мунтенский) — один из диалектов современного румынского языка, распространённый на территории исторической области Мунтения в современной Румынии. Считается, что именно говоры Мунтении послужили основой для формирования норм современного литературного румынского языка.

## Географическое распространение
Валашский диалект распространён в южной части Румынии. В частности, область его распространения охватывает следующие исторические или административные области:
- Мунтения (собственно мунтенский диалект, однако в уезде Телеорман присутствует влияние олтенского диалекта[рум.]*): уезды Арджеш, Брэила (в основном, в южной и центральной частях уезда; на севере присутствует влияние молдавского диалекта), Бузэу (в основном, в южной и центральной частях уезда; на севере присутствует влияние молдавского диалекта), Джурджу, Дымбовица, Илфов, Кэлэраши, Прахова, Телеорман, Яломица, а также муниципий Бухарест;
- Олтения (олтенский диалект): уезды Вылча, Горж (восточная часть), Долж, Мехединци (в основном восточная часть, исключая Банат), Олт;
- Добруджа (исчезнувший добруджанский диалект[7]): уезд Констанца и южная половина уезда Тулча (в северной половине говорят на молдавском диалекте).
- южная Трансильвания (трансильванский/арделянский диалект с влиянием мунтенского: уезд Брашов и южная часть уезда Сибиу.

Румынская диаспора также разговаривает преимущественно на мунтенских наречиях.

## Особенности

### Фонетика
Следующие фонетические особенности отличают мунтенский диалект от других диалектов румынского языка. Многие из этих особенностей вошли в стандартное румынское произношение.
- Сохраняются постальвеолярные согласные [t͡ʃ, d͡ʒ], например в [t͡ʃiˈreʃe, ˈd͡ʒemete].
- Проводится различие между аффрикатой [d͡ʒ] и фрикативой [ʒ].
- За исключением говора Олтении, гласные [e, i] и дифтонг [e̯a], следующие после дентальных согласных [s, z, t͡s], не подвергаются изменениям: [semn, siŋɡur, ˈse̯arə, zer, zid, ˈze̯amə, t͡ses, t͡siw, ˈt͡se̯apə]. Это сопровождается определённой палатализацией указанных дентальных согласных.
- Гласная [ə], следующая за фрикативами [ʃ, ʒ] или за согласной [r], превращается в [e] [ˈuʃe, ˈstraʒe, t͡siˈɡare]. Указанные фрикативы произносятся с лёгкой палатализацией.
- Сохраняется дифтонг [o̯a]: [ˈdo̯are ˈko̯aʒe].
- В некоторых фонетических контекстах старорумынский дифтонг [e̯a] превращается в [e]: [ˈled͡ʒe ˈmese ˈsemne]. [e̯a] сохраняется, если за ним следует одна или несколько согласных и затем [ə] как, например, в [ˈle̯aɡə ˈkre̯at͡sə].

- Губные согласные [p b f v] остаются неизменными перед гласными переднего ряда и перед [j]: [piˈt͡ʃor alˈbinə ˈfjerbe ˈvitə]. В некоторых частях ареала мунтенского диалекта можно обнаружить палатализированные губные согласные, однако они появились в результате относительно недавней миграции населения.
- Зубные согласные [t d n] остаются неизменными перед гласными переднего ряда и полугласными: [ˈkarte ˈte̯amə de̯al dimiˈne̯at͡sə].
- Приглушённая [u] встречается в конце некоторых слов [omʷ, pomʷ] в словах om, pom.
- [h] в начале слова иногда произносится тихо либо посностью пропускается: [ˈajnə, wot͡s] в словах haină, hoț. Гиперкоррекция этой особенности иногда приводит к добавлению [h] в начале других слов: [ˈharipə, ˈhale̯a, ˈhalbij] в словах aripă, alea, albii.
- В Мунтении, звук [e] и [i], следующий за [d] или [p] в предлогах и приставках, заменяется на [ə] и [ɨ] соответственно: [də, dəˈkɨt, dəstuˈpat, dəsˈpart, dəʃˈkid, ˈdɨntre, pə] вместо стандартных de, decît, destupat, despart, deschid, dintre, pe.
- В северо-восточной и восточной Мунтении, губные согласные, предшествующие гласным переднего ряда, палатализируются: [ˈpʰʲjele, ˈbʰʲine, fʰʲjer, vʰʲin, ˈmʲjere] в словах piele, bine, fier, vin, miere.
- В Олтении, сходно с банатским диалектом, следующий за фрикативами [s, z, ʃ, ʒ] или за африкатой [t͡s] звук [e] становится превращается в [ə], [i] становится [ɨ], а [e̯a] сводится к [a]: [ˈsarə, səˈkure, ˈsɨŋɡur, zɨk, zər, ˈzamə, ʒɨr, t͡sapə, t͡sɨw, t͡səˈpuʃ] в словах seară, secure, singur, zic, zer, zeamă, jir, țeapă, țin, țepușă.
- В Олтении, [j] добавляется после [k], если последняя палатализируется или если за ней следует гласная переднего ряда [wojkʲ, rajˈkiw, ˈstrajkinə] в словах ochi, rachiu, strachină.
- На юге Олтении наблюдается особый вид палатализации, в котором за губной фрикативой следует гласная переднего ряда: [f] превращается в [fkʲ] или даже в [skʲ], а [v] соответственно превращается в [vɡʲ] или в [zɡʲ]: [fkʲer / skʲer, ˈvɡʲerme / ˈzɡʲerme] в словах fier, vierme.

### Морфология
- Притяжательный артикль изменяется по родам и числам: al, a, ai, ale (так же как в стандартном румынском), в то время как во всех остальных диалектах он остаётся неизменным.[8]
- Глаголы 3-го спряжения изменяются согласно правилам 2-го, и наоборот: a cade («падать»), a place («нравиться»), a vede («видеть»), a cusea («шить») и a țesea («прясть»); сравнить со стандартными a cădea, a plăcea, a vedea, a coase и a țese.

### Лексика
- В Мунтении используются указательные артикли ăl, a, ăi, ăle, а в Олтении al, a, ai, ale (сравнить со стандартными cel, cea, cei, cele).
- Используется промежуточное вежливое местоимение: tale, tălică (среднее между обращением на «ты» и на «вы», в то время как в стандартном румынском используются tu, dumneata и dumneavoastră в порядке возрастающей вежливости).
- В указательных наречиях для усиления используется частица -șa: aicișa, icișa, acoloșa, coloșa, coleașa (сравнить со стандартным aici, acolo).
- Существует тенденция добавлять приставку în-/îm- к глаголам: a îngăuri, a se împlimba, a împarfuma («(про)дырявить, (вы)гулять, (на)душить(ся)», сравнить со срандартным a găuri, a se plimba, a parfuma).
- В Олтении, активно применяется словообразование при помощи суффикса -ete: brabete («воробей», стандартное vrăbioi), unghete («ноготь», unghi), dovlete («тыква», dovleac). Феномент встречается и в именах собственных: Ciuculete, Ionete, Purcărete.
- Другие специфические слова: drugă («початок кукурузы», стандартное știulete), clupsă («мышеловка», cursă de șoareci), tron («гроб», sicriu), sacsie («цветочный горшок», ghiveci), dul («опухоль, вздутие», umflătură) и др..

## Карты лексем
- Румынская лексика в Молдавии, Бессарабии и Приднестровье. Исследования Густава Вейганда:
- Лингвистический ареал румынского языка
- Карты распространения изоглосс диалектов румынского языка